# Авантитул

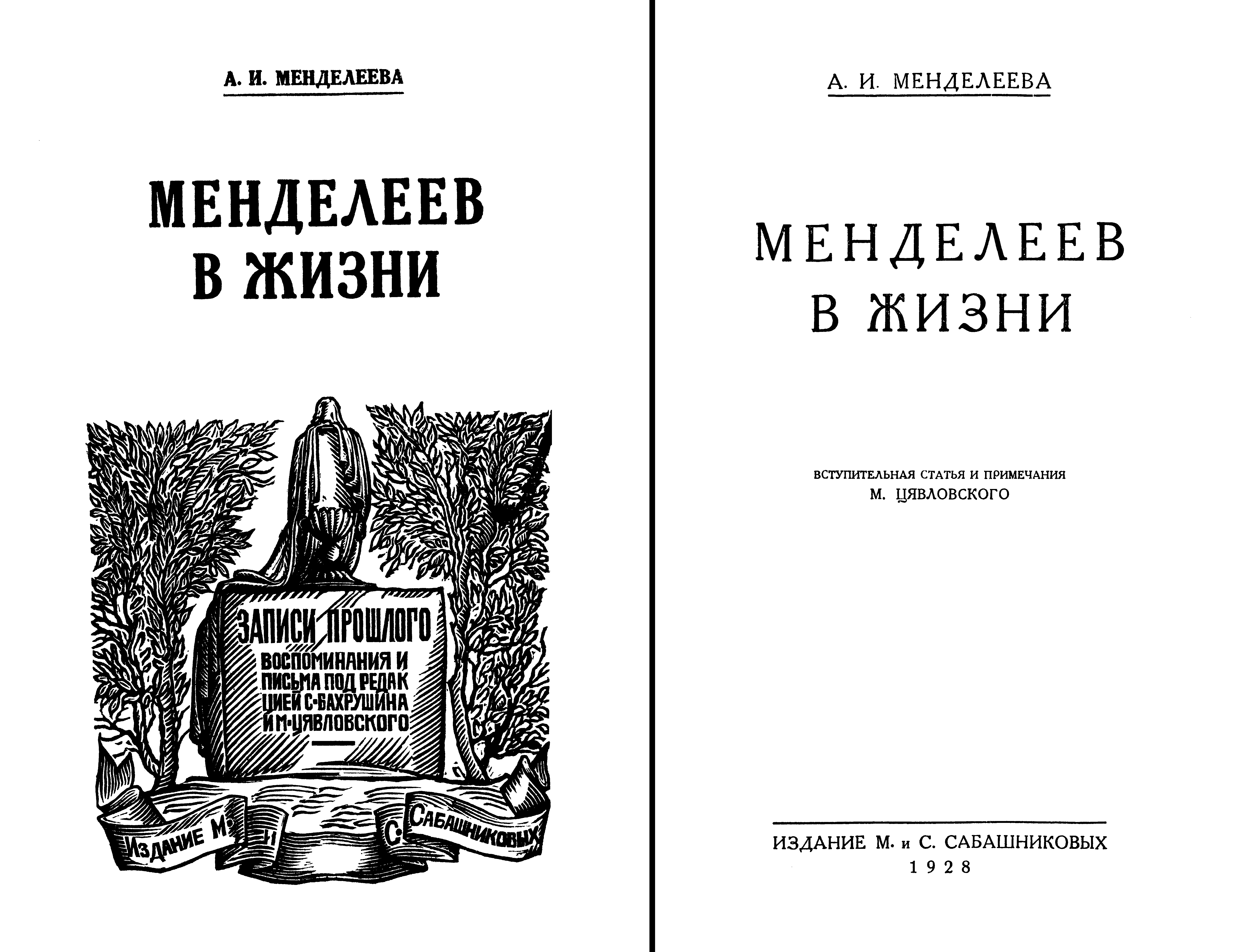
Авантитул и титульный лист книги воспоминаний А. И. Менделеевой

Аванти́тул (от фр. avant — перед и лат. titulus — надпись, заглавие) — страница, предшествующая титульному листу. Обычно это первая или одна из первых страниц в книге.
Как правило, на авантитул выносится часть информации с титульного листа — надзаголовочные данные (название организации, от имени которой выпускается издание, наименование серии), название издательства и (или) его логотип, иногда повторяют фамилию автора и заглавие.